# Матеуш Польський
Матеуш Польський (пол. Mateusz Polski; 5 лютого 1993, Бялогард) — польський боксер, призер Європейських ігор і чемпіонату Європи серед аматорів.

## Аматорська кар'єра
На чемпіонаті Європи 2013 в категорії до 60 кг програв у другому бою Міклошу Варга (Угорщина).
2015 року на Європейських іграх здобув дві перемоги над Вадимом Іванюком (Молдова) та Вазгеном Сафарянц (Білорусь), а у півфіналі поступився Соф'яну Уміа (Франція), отримавши бронзову медаль.
На чемпіонаті Європи 2017 в категорії до 64 кг переміг Владислава Баришніка (Німеччина) та Лоренсо Сотомайор (Азербайджан), а у півфіналі програв Оганесу Бачкову (Вірменія), отримавши бронзову медаль.
На чемпіонатах світу 2017 та 2019 зазнав поразок у перших боях.